# Johann Bernhard Friese

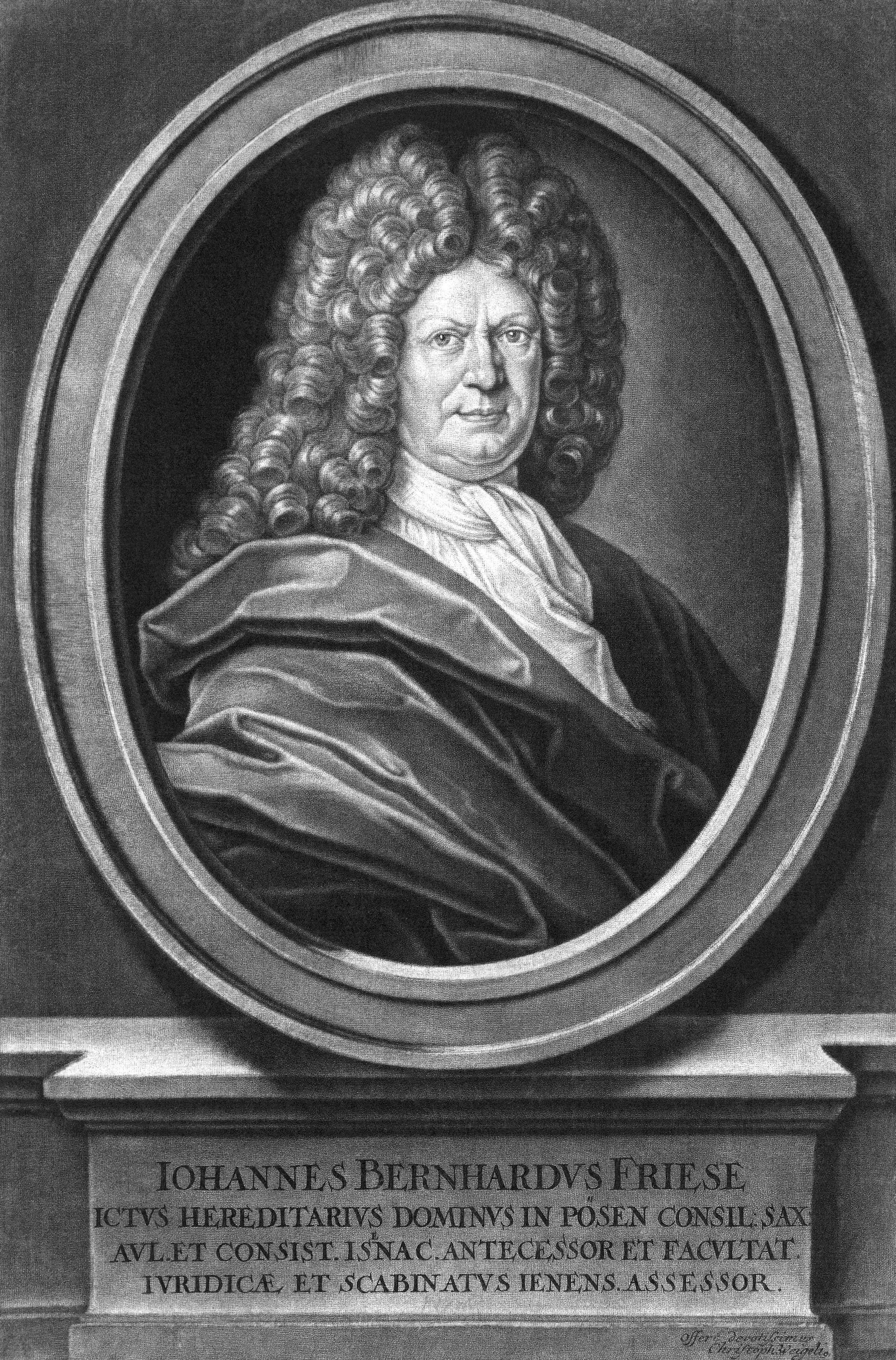
Johann Bernhard Friese

Johann Bernhard Friese (* 24. November 1643 in Bodenwerder; † 26. April 1726 in Jena) war ein deutscher Rechtswissenschaftler.

## Leben
Friese war Sohn des Kaufmanns und Ratsherrn Adolph Friese und dessen Frau Elisabeth Goebel. Nach anfänglicher Ausbildung durch Privatlehrer besuchte er die Schule in Herford und die Jesuitenschule in Hildesheim. Danach bezog er die Universität Rinteln und die Universität Helmstedt, wo er ein Schüler Hermann Conrings wurde. Im Anschluss an seine Studien wurde er Hofmeister des Sohnes eines Geheimrates. Mit diesem bezog er die Universität Marburg und die Universität Jena. In Jena erwarb er 1674 den akademischen Grad eines Magisters der Philosophie und promovierte 1675 zum Doktor der Rechte.
Danach beteiligte er sich am Vorlesebetrieb der Salana, wurde Hofadvokat und Amtmann in Jena. 1695 wurde er außerordentlicher Professor der Rechte in Jena und zum Sachsen-Eisenachischen Hof und Konsistorialrat ernannt. 1700 wurde er ordentlicher Professor der Instituten, Assessor des Hofgerichts und Schöppenstuhls und übernahm 1712 die Professur der Pandekten. Friese war mehrmals Dekan der Jenaer Juristenfakultät, in den Sommersemestern 1707 sowie 1715 Rektor der Alma Mater und wurde Erbherr von Pösen.
Aus seiner 1677 geschlossenen Ehe mit Susanna Sophia Gassel stammen elf Kinder, von denen fünf den Vater überlebten. Von den Kindern kennt man die Söhne Bernhard Adolph Friese (* 25. Februar 1681 in Jena; † 1. Mai 1749 ebd., Dr. jur, 22. November 1715 Hofadvokat in Weimar, Erb- und Gerichtsherr auf Pösen und Jägersdorf), Friedrich Georg Friese (* Jena), Leonhard Adolph Friese (* Jena, 1707 Dr. jur. Jena (Slevogt)) und der Universitätssekretär Gottlieb Wilhelm Friese (* Jena; † 26. Mai 1740 in Jena).

## Werke (Auswahl)
- Exercitatio Physica. De Rarefactione. Jena 1674 (archive.thulb.uni-jena.de).
- Disputatio Metaphysica De Formali Causae. Jena 1674 (archive.thulb.uni-jena.de).
- Disputatio Iuridica Inauguralis De Potestate Legis In Principem. Jena 1675 (archive.thulb.uni-jena.de).
- De Periculo Rei Venditae Et Nondum Traditae. Jena 1677 (gdz.sub.uni-goettingen.de).
- Disputatio Iuridica De Advocatorum Inhabilitate. Jena 1677 (digitale.bibliothek.uni-halle.de).
- Disputatio iuridica de citatione reali. Jena 1677 (reader.digitale-sammlungen.de).
- Dissertatio Iuridica, De Iure Arborum. Jena 1678 (diglib.hab.de).
- Colorem. Jena 1678 (reader.digitale-sammlungen.de).
- Diss. iur. de mero imperio. Jena 1679 (reader.digitale-sammlungen.de).
- Disp. iur. de autoritate principis circa testamenta. Jena 1679 (reader.digitale-sammlungen.de).
- Disquisitio iuridica de litterarum obligationibus. Jena 1679 (reader.digitale-sammlungen.de).
- Dissertatio Politica De Licentia Civili. Jena 1680 (digitale.bibliothek.uni-halle.de).
- Deo Moderante Legem Imperfectam. Jena 1683 (reader.digitale-sammlungen.de).
- Diss. iur. de novatione necessaria. Jena 1694 (reader.digitale-sammlungen.de).
- Diss. iur. de pacto adiecto. Jena 1694 (reader.digitale-sammlungen.de).
- Dissertatio juridica de actione utili. Jena 1695 (reader.digitale-sammlungen.de).
- Dissertatio Juridica De Venditione Fiduciaria. Jena 1696 (reader.digitale-sammlungen.de).
- Diss. iur. feud. de conventione morganatica. Jena 1697 (reader.digitale-sammlungen.de).
- Disputatio Juridica De Postulantibus Pro Aliis Sine Mandato. Jena 1699 (reader.digitale-sammlungen.de).
- Diss. iur. de secundis nuptiis. Jena 1700 (reader.digitale-sammlungen.de).
- Dissertatio Iuridica De Vi Ac Potestate In Corpus Proprium : Occasione l. 9. §. 7. ff. De peculio. Jena 1700 (archive.thulb.uni-jena.de).
- Disputatio Inauguralis Juridica De Modis Acquirendi Vtpote Licitis, Illicitis Ac Indifferentibus. Jena 1701 (digitale.bibliothek.uni-halle.de).
- Disp. inaug. iur. de termino vitae. Jena 1701 (reader.digitale-sammlungen.de).
- Diss. iur. de usurarum labe. Jena 1701 (reader.digitale-sammlungen.de).
- Dissertatio Ivridica De Ivre Grvtiae Vulgo Flöß-Recht. Jena 1701 (reader.digitale-sammlungen.de).
- Diss. iur. de delictis dormientium. Jena 1701 (reader.digitale-sammlungen.de).
- Disputatio juridica inauguralis de solennitatibus. Jena 1703 (reader.digitale-sammlungen.de).
- Programma Inaugurale De Sacerdote jurato in confessione enunciata negante perjuro. Occasione leg. jurisjurandi religione 9. Cod. de test. Jena 1705 (books.google.de), Jena 1753 (books.google.de).
- Disp. inaug. iur. iudicis officium exhibens. Jena 1705 (reader.digitale-sammlungen.de).
- Dissertatio inavgvralis ivridica de aemvlatione. Jena 1705 (reader.digitale-sammlungen.de).
- Diss. inaug. iur. de cessione actionis revocatoriae feudalis. Jena 1706 (reader.digitale-sammlungen.de).
- Diss. iur. de remissione delicti per transactionem : occasione leg. 18. cod. de transact. Jena 1706 (reader.digitale-sammlungen.de).
- Diss. iur. de actione directa, utili ac contraria. Jena 1706 (reader.digitale-sammlungen.de).
- Diss. iur. de sponsalibus sub iuramento contractis non servandis. Jena 1706 (reader.digitale-sammlungen.de).
- Diss. iur.œ de emtione venditione donationis causa, vom Gnaden-Kauff. Jena 1707 (reader.digitale-sammlungen.de).
- Disp. inaug. de pecunia hereditaria. Jena 1708 (reader.digitale-sammlungen.de).
- Diss. inaug. iur. de herede fiduciario absente. Jena 1708 (reader.digitale-sammlungen.de).
- Dispvtatio Inavgvralis Jvridica De Negotiis Scriptvram Reqvirentibvs. Jena 1709 (digitale.bibliothek.uni-halle.de).
- Diss. iur. de pactis, inter liberos et parentes binubos compositis. Jena 1709 (reader.digitale-sammlungen.de).
- Dissertatio Inauguralis Iuridica, De Iure Fontium, Oder: Vom Brunnenrecht. Jena 1711 (reader.digitale-sammlungen.de), Jena 1745 (digitale.bibliothek.uni-halle.de).
- Dissertatio Inauguralis Juridica De Intempestivis Desponsationibus. Jena 1711 (digitale.bibliothek.uni-halle.de).
- Dispvtatio Inavgvralis De Vera Sponsalivm De Præsenti Et Nvptiarvm Differentia. Jena 1711 (digitale.bibliothek.uni-halle.de).
- Dissertatio Inauguralis Juridica De Jure Semitarum. Jena 1711 (digitale.bibliothek.uni-halle.de).
- Diss. inaug. iur. de feudi in allodium praescriptione. Jena 1711 (daten.digitale-sammlungen.de).
- Dissertatio Ivridica Inavgvralis De Ivre Principis Circa Bona Svbditorvm. Jena 1711 (reader.digitale-sammlungen.de), Jena 1749 (reader.digitale-sammlungen.de).
- Dissertatio inauguralis Iuridica De Acquisitione Per Traditionem. Jena 1711 (digital.slub-dresden.de).
- Disp. inaug. iur. de famosis libellis, vulgo von Paßquillen. Jena 1712 (books.google.de).
- Discursus Practicus De Processu Bannitorio Saxonico, vom Sächs. Achts-Proceß. Jena 1713 (books.google.de).
- Diss. inaug. de actione aeris confessi, vulgo von gestandenen Schulden. Jena 1713 (reader.digitale-sammlungen.de).
- Dissertatio Juridica De Jure Dormiente. Jena 1714 (Resp. Anton Matthias Georg Falcken; digitale.bibliothek.uni-halle.de).
- Disputatio Juridica Inauguralis De Qverela Inofficiosæ Donationis. Jena 1715 (digitale.bibliothek.uni-halle.de).
- Diss. iur. inaug.œde iure riparum. Von Recht der Ufer. Jena 1715 (digitale.bibliothek.uni-halle.de), Leipzig 1745 (reader.digitale-sammlungen.de).
- Dissertatio Inauguralis Juridica De Locatoris Successore. Jena 1717 (digitale.bibliothek.uni-halle.de).
- Diss. inaug. iur. de cura hereditatis iacentis. Jena 1717 (reader.digitale-sammlungen.de).
- Diss. inaug. jur. De iuris Saxonici provincialis compilatione vulgo Vom Sachsen-Spiegel. Jena 1718 (books.google.de).
- Dissertatio Inauguralis Juridica De Sententia Declaratoria. Jena 1718 (Resp. Heinrich Gottlieb Splithausen; digitale.bibliothek.uni-halle.de).
- Dissertatio Inauguralis Iuridica De Thesauro Arte Magica Invento. Jena 1719 (digital.slub-dresden.de).
- Dissertatio inavgvralis jvridica de tvtelae et svccessionis legitimae nexu. Jena 1719 (reader.digitale-sammlungen.de).
- Diss. iur. inaug. de ordine opponendarum a reis exceptionum. Jena 1719 (reader.digitale-sammlungen.de).
- Diss. inaug. iur. de mercede propter sterilitatem remittenda. Jena 1720 (reader.digitale-sammlungen.de).
- Disp. iur. inaug. de contractus censualis natura, von des Gülden-Kauffs Natur und Wesen. Jena 1720 (reader.digitale-sammlungen.de).
- Diss. iur. feud. inaug. de literis feudi reversalibus, von Lehns-Reversalien. Jena 1720 (reader.digitale-sammlungen.de).
- Diss. inaug. iur. de natura allodii feudo iuncti conservata. Jena 1721 (reader.digitale-sammlungen.de).
- Dissertationem inauguralem de genuina Possessionis indole. Jena 1725 (books.google.de).